# Limoges Cercle Saint-Pierre 2014-2015
Questa voce raccoglie le informazioni riguardanti il Limoges Cercle Saint-Pierre nelle competizioni ufficiali della stagione 2014-2015.

## Stagione
La stagione 2014-2015 del Limoges Cercle Saint-Pierre è la 29ª nel massimo campionato croato di pallacanestro, la Pro A.

## Roster
Aggiornato al 22 ottobre 2022.
| Limoges CSP 2014-15 | Limoges CSP 2014-15 |
| Giocatori           | Staff tecnico       |
| ------------------- | ------------------- |

| N. | Naz.                                                | Ruolo | Nome                     | Anno | Alt.   | Peso   |  |
| -- | --------------------------------------------------- | ----- | ------------------------ | ---- | ------ | ------ |  |
| 1  | Francia (bandiera)                                  | PG    | Steed Tchicamboud        | 1981 | 193 cm | 76 kg  |  |
| 3  | Stati Uniti (bandiera) · Ucraina (bandiera)         | P     | Pooh Jeter               | 1983 | 179 cm | 79 kg  |  |
| 5  | Stati Uniti (bandiera)                              | G     | Jamar Smith              | 1987 | 191 cm | 84 kg  |  |
| 8  | Francia (bandiera)                                  | P     | Valentin Estienne        | 1994 | 180 cm |        |  |
| 9  | Francia (bandiera)                                  | P     | Léo Westermann           | 1992 | 198 cm | 89 kg  |  |
| 12 | Francia (bandiera)                                  | AC    | Ousmane Camara           | 1989 | 202 cm | 108 kg |  |
| 13 | Brasile (bandiera)                                  | C     | João Paulo Lopes Batista | 1981 | 206 cm | 120 kg |  |
| 14 | Burkina Faso (bandiera) · Costa d'Avorio (bandiera) | C     | Fréjus Zerbo             | 1989 | 208 cm | 120 kg |  |
| 15 | Francia (bandiera)                                  | AP    | Mickaël Gelabale         | 1983 | 201 cm | 98 kg  |  |
| 16 | Rep. del Congo (bandiera) · Francia (bandiera)      | AP    | Nobel Boungou Colo       | 1988 | 202 cm | 90 kg  |  |
| 17 | Francia (bandiera) · Costa d'Avorio (bandiera)      | P     | Pape-Philippe Amagou     | 1985 | 185 cm | 80 kg  |  |
| 18 | Francia (bandiera)                                  | AG    | Adrien Moerman           | 1988 | 203 cm | 102 kg |  |
| 25 | Stati Uniti (bandiera)                              | G     | Ramel Curry              | 1980 | 192 cm | 91 kg  |  |
| 31 | Stati Uniti (bandiera)                              | A     | James Southerland        | 1990 | 203 cm | 98 kg  |  |
| 44 | Stati Uniti (bandiera)                              | C     | Trent Plaisted           | 1986 | 211 cm | 111 kg |  |
| 50 | Francia (bandiera)                                  | AP    | Lamine Kanté             | 1987 | 200 cm | 84 kg  |  |
| -  | Francia (bandiera)                                  | G     | Willem Custos            | 1995 | 190 cm |        |  |
| -  | Senegal (bandiera)                                  | AC    | Mamadou N'Diaye          | 1995 | 203 cm |        |  |
| -  | Francia (bandiera)                                  | AG    | Lucas Paoletti           | 1995 | 204 cm |        |  |
| -  | Francia (bandiera)                                  | C     | Antoine Pesquerel        | 1994 | 214 cm |        |  |
| -  | Francia (bandiera)                                  | A     | Paul Rigot               | 1995 | 201 cm | 80 kg  |  |

| Allenatore                                                                          |
| - Jean-Marc Dupraz (fino al 6 aprile) - Philippe Hervé (dal 6 aprile)               |
| Assistente/i                                                                        |
| - Jim Bilba - Bertrand Parvaud Legenda - (C) Capitano - (IN) Inattivo - Infortunato |

## Mercato

### Sessione estiva
| Acquisti | Acquisti                 | Acquisti       | Acquisti   | Acquisti |
| R.       | Nome                     | da             | Modalità   |          |
| -------- | ------------------------ | -------------- | ---------- | -------- |
| P        | Pape-Philippe Amagou     | Roanne         | definitivo |          |
| G        | Jamar Smith              | Bamberger      | definitivo |          |
| P        | Léo Westermann           | Barcellona     | prestito   |          |
| AP       | Lamine Kanté             | Poitiers       | definitivo |          |
| C        | João Paulo Lopes Batista | Le Mans        | definitivo |          |
| AC       | Ousmane Camara           | BCM Gravelines | definitivo |          |
| G        | Ramel Curry              | Panathīnaïkos  | definitivo |          |
| C        | Trent Plaisted           | Ulma           | definitivo |          |

| Cessioni | Cessioni      | Cessioni     | Cessioni       | Cessioni |
| R.       | Nome          | a            | Modalità       |          |
| -------- | ------------- | ------------ | -------------- | -------- |
| P        | Joseph Gomis  | JSF Nanterre | fine contratto |          |
| PG       | J.R. Reynolds | Budućnost    | fine contratto |          |
| AP       | Gaylor Curier | Angers       | fine contratto |          |
| AC       | J.K. Edwards  | Champville   | fine contratto |          |
| G        | Alex Acker    | Free agent   | fine contratto |          |
| P        | Taurean Green | ASVEL        | fine contratto |          |
| C        | Johan Petro   | Free agent   | fine contratto |          |

### Dopo l'inizio della stagione
| Acquisti | Acquisti          | Acquisti            | Acquisti         | Acquisti   |
| R.       | Nome              | da                  | Data             | Modalità   |
| -------- | ----------------- | ------------------- | ---------------- | ---------- |
| A        | James Southerland | Portland T. Blazers | 14 ottobre 2014  | definitivo |
| PG       | Steed Tchicamboud | Élan Chalon         | 26 novembre 2014 | definitivo |
| AP       | Mickaël Gelabale  | Strasburgo          | 5 gennaio 2015   | definitivo |
| P        | Pooh Jeter        | Shandong G. Stars   | 21 marzo 2015    | definitivo |

| Cessioni | Cessioni          | Cessioni    | Cessioni         | Cessioni       |
| R.       | Nome              | a           | Data             | Modalità       |
| -------- | ----------------- | ----------- | ---------------- | -------------- |
| AP       | Lamine Kanté      | Poitiers    | 17 dicembre 2014 | rescissione    |
| PG       | Steed Tchicamboud | Free agent  | 29 dicembre 2015 | fine contratto |
| A        | James Southerland | Free agent  | gennaio 2015     | rescissione    |
| G        | Ramel Curry       | Virtus Roma | 10 marzo 2015    | rescissione    |